# UBM Classic
De UBM Classic was een jaarlijks golftoernooi voor vrouwen in Europa, dat deel uitmaakte van de Ladies European Tour. Het toernooi werd opgericht in 1983 als de UBM Northern Classic en de laatste editie werd gehouden in 1984. Het vond telkens plaats op de Arcot Hall Golf Club in Cramlington, Northumberland.

## Winnaressen
UBM Northern Classic
- 1983:  Catherine Panton

UBM Classic
- 1984:  Dale Reid